# Красний Бор (Тотемський район)
Кра́сний Бор (рос. Красный Бор) — селище у складі Тотемського району Вологодської області, Росія. Входить до складу Калінінського сільського поселення.

## Населення
Населення — 164 особи (2010; 384 у 2002).
Національний склад (станом на 2002 рік):
- росіяни — 94 %